# Le Quesnel

Le Quesnel este o comună în departamentul Somme, Franța. În 1 ianuarie 2022 avea o populație de 780 de locuitori.